# Olympische Sommerspiele 2008/Teilnehmer (Kasachstan)
| Gelbes Symbol für Goldmedaillen mit stilisierten Olympischen Ringen | Graues Symbol für Silbermedaillen mit stilisierten Olympischen Ringen | Braundes Symbol für Bronzemedaillen mit stilisierten Olympischen Ringen |
| ------------------------------------------------------------------- | --------------------------------------------------------------------- | ----------------------------------------------------------------------- |
| 2                                                                   | 3                                                                     | 4                                                                       |

Kasachstan nahm bei den Olympischen Spielen 2008 in Peking zum 4. Mal an Olympischen Sommerspielen teil. Insgesamt traten 132 Sportler in 22 verschiedenen Sportarten an.

## Flaggenträger
Der Gewichtheber Baqyt Achmetow trug die Flagge Kasachstans während der Eröffnungsfeier.

## Teilnehmer nach Sportarten

### Bogenschießen
Frauen:
- Anastassija Bannowa

### Boxen
- Birschan Schaqypow bis 48 kg
- Mirat Sarsembajew bis 51 kg
- Kanat Abutalipow bis 54 kg
- Galib Schafarow bis 57 kg
- Merei Aqschalow bis 60 kg
- Serik Säpijew bis 64 kg
- Baqyt Särsekbajew bis 69 kg
- Baqtijar Artajew bis 75 kg
- Jerkebulan Schynalijew bis 81 kg
- Ruslan Myrsatajew ab 91 kg

### Handball
Frauen:
- Olga Trawnikowa Tor
- Tatjana Parfenowa Tor
- Gulsira Iskakowa
- Natalia Kubrina
- Jekaterina Tijapkowa
- Ksenia Nikandrowa
- Jelena Iljuchina
- Irina Boretschko
- Jelena Portowa
- Jana Wassiljewa
- Marina Pikalowa
- Julia Markowitsch
- Natalia Jakowlewa
- Olga Aiderskaja

Trainer: Lew Janijew

### Kanu

#### Kanurennsport
Männer:
- Michail Jemeljanow Einer-Canadier 500 m, Einer-Canadier 1000 m
- Alexander Djadtschuk Zweier-Canadier 500 m
- Kaisar Nurmaganbetow Zweier-Canadier 500 m
- Alexei Dergunow Einer-Kajak 500 m
- Dmitri Torlopow Einer-Kajak 1000 m; Zweier-Kajak 500 m
- Dmitri Kaltenberger Zweier-Kajak 500 m

#### Slalom
Frauen:
- Jekaterina Lukitschewa Einer-Kajak

### Radsport
Männer:
- Maxim Iglinski Straßenrennen
- Andrei Misurow Straßenrennen, Zeitfahren

Frauen:
- Sülfija Sabirowa Straßenrennen, Zeitfahren

### Gymnastik

#### Rhythmisch
- Älija Schüssipowa

### Judo
Männer:
- Salamat Utarbajew bis 60 kg
- Rinat Ibragimow bis 73 kg
- Asqat Schitkejew bis 100 kg
- Eldos Ichsangalijew ab 100 kg

Frauen:
- Kelbet Nurgasina bis 48 kg
- Scholpan Kalijewa bis 52 kg
- Gulsat Uralbajewa bis 57 kg
- Schanar Schansunowa bis 70 kg
- Sagat Abikejewa bis 78 kg
- Gulschan Isanowa ab 78 kg

### Leichtathletik
Männer:
- Wjatscheslaw Murawjow 200  m
- Jewgeni Meleschenko 400 m Hürden
- Tachir Mamaschew Marathon
- Rustam Kuwatow 20 km Gehen
- Sergei Sassimowitsch Hochsprung
- Roman Walijew Dreisprung
- Dmitri Karpow Zehnkampf

Frauen:
- Olga Tereschkowa 400 m
- Anastassija Pilipenko 100 m Hürden
- Natalja Iwoninskaja 100 m Hürden
- Tatjana Asarowa 400 m Hürden
- Swetlana Tolstaja 20 km Gehen
- Marina Aitowa Hochsprung
- Jekaterina Jewsejewa Hochsprung
- Olga Rypakowa Weitsprung, Dreisprung
- Irina Litwinenko Dreisprung
- Jelena Parfjonowa Dreisprung
- Iolanta Uljewa Kugelstoßen
- Irina Naumenko Siebenkampf

### Moderner Fünfkampf
| Männer | Frauen                                   |
| ------ | ---------------------------------------- |
|        | Lada Dschijenbalanowa Galina Dolguschina |

### Ringen
- Freistil:
  - Männer:
    - Schassulan Muchtarbekuly bis 55 kg
    - Bauyrschan Orasghalijew bis 60 kg
    - Leonid Spiridonow bis 66 kg
    - Gennadi Lalijew bis 84 kg
    - Taimuras Tigijew bis 96 kg; wegen Dopings wurde er 2016 nachträglich disqualifiziert[1]
    - Marid Mutalimow bis 120 kg 

  - Frauen:
    - Tatjana Bakatjuk bis 48 kg
    - Olga Smirnowa bis 55 kg
    - Jelena Schalygina bis 63 kg 
    - Olga Schänibekowa bis 72 kg
- Griechisch-Römisch:
  - Männer:
    - Ässet Imanbajew bis 55 kg
    - Nurbakyt Tengisbajew bis 60 kg 
    - Darchan Bajachmetow bis 66 kg
    - Roman Meljoschin bis 74 kg
    - Andrei Samochin bis 84 kg
    - Ässet Mämbetow bis 96 kg

### Rudern
- Inga Dudtschenko Einer
- Alexandra Opatschanowa Leichtgewichts-Doppelzweier
- Natalja Woronowa Leichtgewichts-Doppelzweier

### Schießen
Männer:
- Witali Dowgun Luftgewehr, KK-Liegendkampf, KK-Freigewehr
- Juri Jurkow Luftgewehr, KK-Liegendkampf, KK-Freigewehr
- Rashid Junusmetow Luftpistole, Freie Pistole

Frauen:
- Olga Dowgun Luftgewehr, KK-Sportgewehr
- Sauresh Baibussinowa Luftgewehr, KK-Sportpistole
- Jelena Struchajewa Trap

### Schwimmen
Männer:
- Stanislaw Kusmin 50 m Freistil
- Oleg Robota 400 m Freistil
- Wladislaw Poljakow 100 m Brust
- Jewgeni Ryschkow 100 m Brust
- Stanislaw Ossinski 100 Rücken
- Rustam Chudijew 100 Schmetterling
- Dmitri Gordijenko 200 m Lagen, 400 m Lagen

Frauen:
- Marina Muljajewa 50 m Freistil
- Jekaterina Sadownik 100 m Brust
- Jekaterina Rudenko 100 m Rücken

### Synchronschwimmen
- Ainur Kerei (Duett)
- Arna Toqtaghan (Duett)

### Tischtennis
| Disziplin | Frauen            |
| --------- | ----------------- |
| Einzel    | Marina Schumakowa |

### Triathlon
Männer:
- Dmitri Gaag
- Daniil Sapunow

### Taekwondo
Männer:
- Arman Tschilmanow ab 80 kg

Frauen:
- Lija Nurkina bis 67 kg

### Volleyball
Frauen:
- Olga Gruschko
- Olga Nassedkina
- Olga Karpowa
- Korinna Ischimzewa
- Jelena Esau
- Xenija Iljuschtschenko
- Natalja Schukowa
- Julija Kuzko
- Jelena Pawlowa
- Inna Matwejewa
- Irina Saizewa
- Tatjana Pjurowa

### Gewichtheben
Männer:
| Sportler          | Disziplin | Reißen   | Reißen | Stoßen   | Stoßen | Ergebnis | Rang |
| Sportler          | Disziplin | Ergebnis | Rang   | Ergebnis | Rang   | Ergebnis | Rang |
| ----------------- | --------- | -------- | ------ | -------- | ------ | -------- | ---- |
| Wladimir Kusnezow | 77 kg     | 160      | 7      | 191      | 10     | 351      | 9    |
| Wladimir Sedow    | 8-        | -        | -      | -        | -      | -        | DOP  |
| Ilja Iljin        | -         | -        | -      | -        | -      | -        | DOP  |
| Baqyt Achmetow    | 105 kg    | 190      | 4      | 225      | 6      | 415      | 5    |
| Sergei Istomin    | 105 kg    | 181      | 9      | 225      | 5      | 406      | 8    |

Frauen:
| Sportler            | Disziplin | Reißen           | Reißen           | Stoßen           | Stoßen           | Ergebnis         | Rang             |
| Sportler            | Disziplin | Ergebnis         | Rang             | Ergebnis         | Rang             | Ergebnis         | Rang             |
| ------------------- | --------- | ---------------- | ---------------- | ---------------- | ---------------- | ---------------- | ---------------- |
| Maija Manesa        | 63 kg     | Nicht angetreten | Nicht angetreten | Nicht angetreten | Nicht angetreten | Nicht angetreten | Nicht angetreten |
| Irina Nekrassowa    | -         | -                | -                | -                | -                | -                | DOP              |
| Alla Waschenina     | 75 kg     | 119              | 2                | 147              | 3                | 266              |                  |
| Marija Grabowezkaja | -         | -                | -                | -                | -                | -                | DOP              |